# Fasil Ghebbi
Fasil Ghebbi là phần còn lại của một pháo đài nằm tại Gondar, Ethiopia. Fasil Ghebbi được xây dựng vào thế kỷ 17 bởi hoàng đế Fasilides, và là quê hương của các Hoàng đế Ethiopia. Kiến trúc độc đáo của nó cho thấy những ảnh hưởng đa dạng bao gồm phong cách kiến trúc Nubian. Nó được ghi vào danh sách di sản thế giới của UNESCO vào năm 1979. Ghebbi là một từ trong tiếng Amhara để miêu tả một khoảng đất rào kín hoặc đất đai rào xung quanh.
Tổ hợp các công trình xây dựng bao gồm lâu đài Fasilides, cung điện Iyasu I, đại sảnh Dawit III, phòng tiệc, chuồng ngựa, lâu đài Mentewab, thư phòng, thư viện và ba nhà thờ: Asasame Qeddus Mikael, Elfign Giyorgis và Gemjabet Mariyam.

## Mô tả
Fasil Ghebbi có diện tích khoảng 70.000 mét vuông. Ở phía nam của nó là Adababay, chợ quảng trường của Gondar, nơi công bố của hoàng gia, diễu hành quân đội, và hành quyết tội phạm và hiện là một công viên thành phố.
Đại sảnh Dawit nằm ở phía bắc, tiếp giáp với lâu đài Bakaffa và nhà thờ Asasame Qeddus Mikael. Đây là một tòa nhà một tầng với một tháp tròn ở góc đông nam và hai dấu tích của một tháp tròn nhỏ hơn góc đông bắc, một tháp vuông góc tây bắc. Hầu hết tòa nhà đã sụp đổ. Bên trong là một hội trường dài thống nhất và không còn mái.